# جيولا هجادوش
جيولا هجادوش (بالمجرية: Hegedűs Gyula)‏ هو لاعب كرة قدم مجري في مركز الدفاع، ولد في 25 فبراير 1980 في بودابست في المجر. لعب مع نادي دبرتسني ونادي ديوسجوري ونادي فاساس ونادي فيرينتسفاروشي ونادي كيكسكيميت.